# Roy Ayers

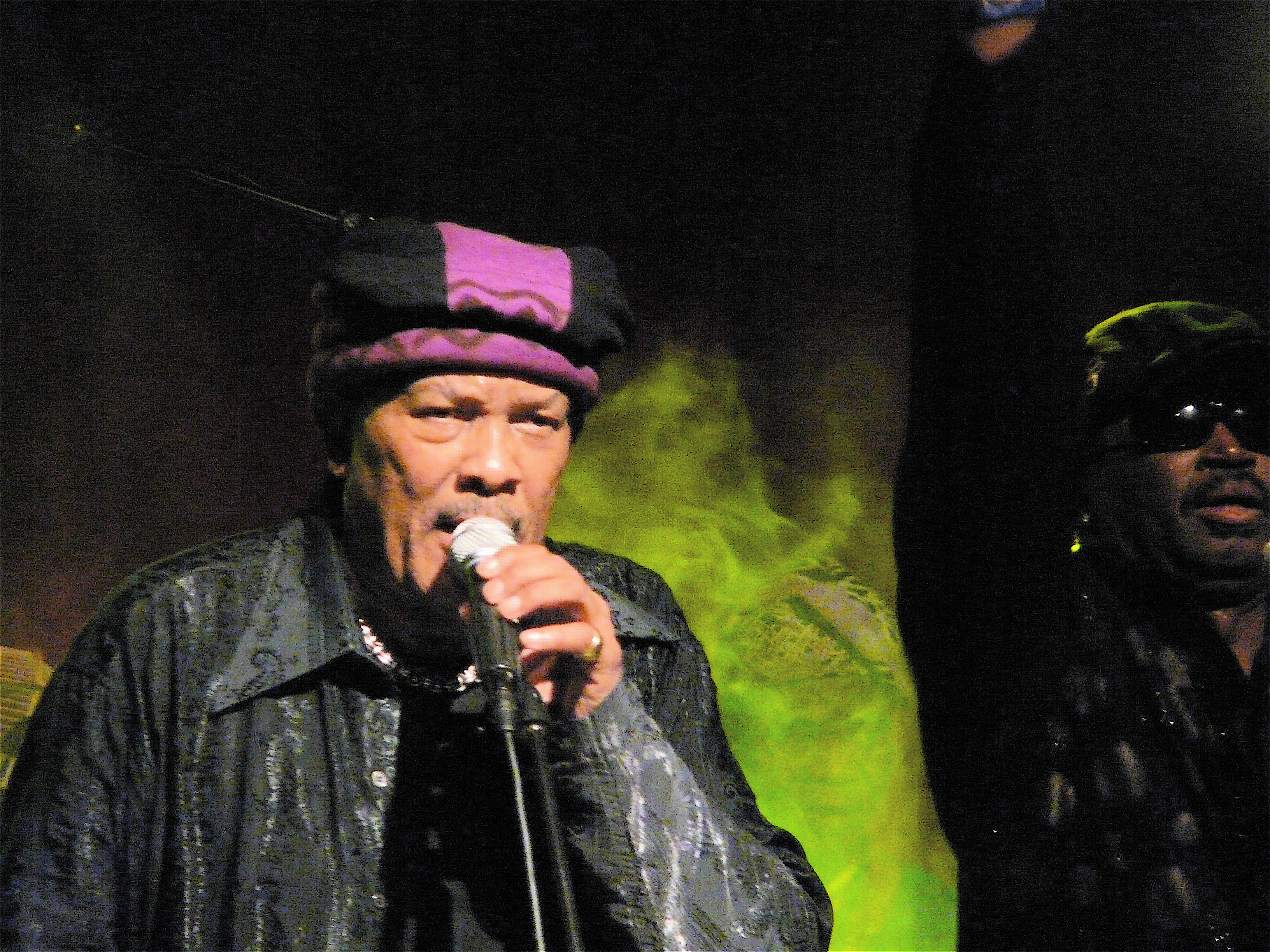
Roy Ayers

Roy Ayers (ur. 10 września 1940 w Los Angeles, zm. 4 marca 2025 w Nowym Jorku) – amerykański wibrafonista, muzyk i kompozytor funkowy, soulowy i jazzowy.
Ayers rozpoczął swoją karierę od jazzu, wydając kilka albumów dla Arista Records – amerykańskiej wytwórni płytowej założonej w 1974 przez Clive'a Davisa. Kolejnym krokiem na jego artystycznej drodze było wstąpienie w szeregi wytwórni Polydor Records i zwrot w kierunku R&B i disco. Roy Ayers jest uważany za ojca chrzestnego acid jazzu, a jego ponadczasowe utwory, wciąż zaskakujące swą świeżością, są inspiracją dla młodych pokoleń ludzi poszukujących w muzyce podobnych wartości i emocji. Jednocześnie produkcje Ayersa to nieocenione źródło sampli wykorzystywanych chętnie przez twórców hip-hopu – jego nieśmiertelny hit, „Everybody Loves The Sunshine”, to prawdopodobnie jeden z najczęściej samplowanych utworów na świecie. Z twórczości artysty garściami czerpali m.in. A Tribe Called Quest, De La Soul, a także mnóstwo hip-hopowych producentów, odwołujących się do jazzowych korzeni. Wielu z nich, jak Erykah Badu, uważało za zaszczyt możliwość współpracy w Ayersem w studiu. W Polsce po raz pierwszy pojawił się 18 lipca 2009 roku w Szczecinie na festiwalu Boogie Brain.

## Życiorys
Roy Ayers dorastał w rodzinnie muzycznej – jego ojciec grał na puzonie, a matka uczyła młodziutkiego Ayersa gry na pianinie. Gdy miał pięć lat Roy dostał w prezencie pałeczki do gry na wibrafonie, jednak naukę gry na tym instrumencie, będącym przez następne lata jego znakiem firmowym, rozpoczął dopiero w wieku lat siedemnastu.
Dorastał w Los Angeles w dzielnicy South Park, która była wówczas epicentrum muzyki afroamerykańskiej. Szkoły, do których uczęszczał (Wadsworth Elementary, Nevins Middle School, and Thomas Jefferson High School), znajdowały się bardzo blisko Central Avenue (odpowiednika nowojorskiego Harlemu).
W wieku lat dwudziestu Ayers, zafascynowany sceną jazzową zachodniego wybrzeża, nagrywał z takimi artystami jak Curtis Amy (1962), Jack Wilson (1963-1967), and the Gerald Wilson Orchestra (1965–1966), koncertując jednocześnie z Teddy Edwards, Chico Hamilton, Hampton Hawes i Phineas Newborn. Koncertowa sesja z Herbie Mannem na plaży Hermosa w Lighthouse rozpoczęła okres czteroletniej współpracy obu panów, jednak przede wszystkim otworzyła Ayersa na inne gatunki muzyczne poza bebopem, na którym się wychował.
W 1970 roku, po wydaniu trzech albumów pod opieką Herbie Manna dla wytwórni płytowej Atlantic, Ayers utworzył własny projekt pod nazwą The Roy Ayers Ubiquity. W okresie swojej działalności grupa nagrała kilka płyt dla wytwórni Polydor z tak wielkimi postaciami jak Sonny Fortune, Billy Cobham, Omar Hakim czy Alphonse Mouzon.
W dorobku muzyka znajduje się także muzyka filmowa (Coffy / 1973).
W latach osiemdziesiątych rockowo – jazzowe granie Ayersa powoli ewoluowało w kierunku R&B, funku i disco. W 1980 roku Ayers nawiązał współpracę z nigeryjskim muzykiem Fela Anikulapo Kutim, co zaowocowało założeniem wytwórni płytowej Uno Melodic Records i współprodukcją płyt wielu ówczesnych artystów.
W latach dziewięćdziesiątych, okresie wzrastającej popularności hip-hopu, Ayers uczestniczył w nowatorskim projekcie, łączącym ów gatunek muzyczny z elementami jazzu, na wydanej w 1993 płycie Guru's Jazzmatazz, koncertując jednocześnie wraz z jej współtwórcami – Guru i Donaldem Byrdem.

## Dyskografia
- West Coast Vibes (United Artists) – 1963
- Virgo Vibes (Atlantic) – 1967
- Daddy Bug & Friends (Atlantic) – 1967
- Stoned Soul Picnic (32 Jazz) – 1968
- Daddy’s Back (Atco) – 1969
- He’s Coming (Polydor) – 1971
- Ubiquity (Polydor) – 1971
- Live At The Montreux Jazz Festival (Verve) – 1972
- Red, Black And Green (Polydor) – 1973
- Coffy (soundtrack) (Polydor) – 1973
- Virgo Red (Polydor) – 1973
- Change Up The Groove (Polydor) – 1974
- A Tear To A Smile (Polydor) – 1975
- Mystic Voyage (Polydor) – 1975
- Everybody Loves the Sunshine (Polydor) – 1976
- Vibrations (Polydor) – 1976
- Crystal Reflections (Muse) – 1977
- Lifeline (Polydor) – 1977
- Let’s Do It (Polydor) – 1978
- Step Into Our Life (Polydor) – 1978
- You Send Me (Polydor) – 1978
- Fever (Polydor) – 1979
- Love Fantasy (Polydor) – 1980
- No Stranger To Love (Polydor) – 1980
- Prime Time (Polydor) – 1980
- Music Of Many Colors (With Fela Kuti) (Celluloid) – 1980
- Africa, Center Of The World (Polydor) – 1981
- Feelin’ Good (Polydor) – 1981
- In The Dark (Columbia) – 1984
- Goree Island – 1984
- In the Dark – 1984
- Poo PooLa La – 1984
- You Might Be Surprised (Columbia) – 1985
- I’m The One (For Your Love Tonight) (Columbia) – 1987
- Searchin’ (Live) (Ronnie Scott's Jazz House) – 1991
- Drive (Ichiban) – 1992
- Wake Up (Ichiban) – 1992
- Double Trouble (With Rick James) (Uno Melodic) – 1992
- Good Vibrations (Live) (Ronnie Scott's Jazz House) – 1993
- Fast Money (Live At Ronnie Scott’s) (Castle) – 1994
- Vibesman (Live At Ronnie Scott’s) (Music Club) – 1995
- Nasté (Groovetown) – 1995
- Hot (Live At Ronnie Scott’s) (Ronnie Scott's Jazz House) – 1996
- Spoken Word (AFI) – 1998
- Lots Of Love (Charly) – 1998
- Juice (Charly) – 1999
- Live At Ronnie Scott’s (DVD Audio) (Castle) – 2001
- For Café Après-midi (Universal Japan) – 2002
- Virgin Ubiquity: Unreleased Recordings 1976–1981 (Rapster) – 2004
- Mahogany Vibe (Rapster) – 2004
- Virgin Ubiquity II: Unreleased Recordings 1976–1981 (Rapster) – 2005
- Virgin Ubiquity Remixed (Rapster) – 2006
- Perfection (Aim) – 2006